# Michael Fogarty
Michael Fogarty (ur. 11 października 1859 w Kilcolman, zm. 25 października 1955) – irlandzki duchowny katolicki, biskup Killaloe w latach 1904-1955.

## Życiorys
Święcenia kapłańskie otrzymał 13 września 1885 roku i inkardynowany został do diecezji Killaloe.
8 lipca 1904 papież Pius X mianował go ordynariuszem rodzinnej diecezji. Sakry udzielił mu metropolita Thomas Fennelly. Funkcję tę sprawował przez 51 lat. 12 lipca 1954 został podniesiony do rangi arcybiskupa ad personam.
W chwili śmierci był najstarszym katolickim hierarchą (od śmierci w kwietniu 1954 meksykańskiego biskupa Jesúsa Echavarríi y Aguirre.